# Szamosszeg, Szabolcs-Szatmár-Bereg
Szamosszeg este un sat în districtul Mátészalka, județul Szabolcs-Szatmár-Bereg, Ungaria, având o populație de 1.996 de locuitori (2011). 

## Demografie
Componența etnică a satului Szamosszeg
     Maghiari (86,61%)
     Romi (13,24%)
     Ucraineni (0,15%)
Componența confesională a satului Szamosszeg
     Reformați (70,94%)
     Fără religie (2,51%)
     Greco-catolici (1,75%)
     Romano-catolici (1,65%)
     Necunoscută (23,15%)
     Alte religii (6,76%)
Conform recensământului din 2011, satul Szamosszeg avea 1.996 de locuitori. Din punct de vedere etnic, majoritatea locuitorilor (86,61%) erau maghiari, cu o minoritate de romi (13,24%).  Din punct de vedere confesional, majoritatea locuitorilor (70,94%) erau reformați, existând și minorități de persoane fără religie (2,51%), greco-catolici (1,75%) și romano-catolici (1,65%). Pentru 23,15% din locuitori nu este cunoscută apartenența confesională.